# Yttrium
Yttrium är ett grundämne som räknas till de sällsynta jordartsmetallerna. Det namngavs 1794 – som en jordart – efter fyndorten Ytterby gruva (vid svenska Vaxholm). 1843 fick det sitt nuvarande namn, sedan andra grundämnen (i formen av oxider) separerats.

## Historia
Yttrium upptäcktes första gången 1794, som en svart och tung "förorening" bland kvarts och fältspat i pegmatitbrottet i Ytterby gruva på Resarö (Stockholms skärgård). Upptäckaren var amatörgeologen löjtnant Carl Axel Arrhenius, verksam vid Vaxholms garnison. Han uppmärksammade den finske geologen Johan Gadolin (då i Uppsala) om upptäckten, och denne konstaterade att materialet nog var:
| ”                     | 31 delar kiseljord, 19 delar alunjord, 12 delar järnkalk och 38 delar av en okänd jordart. | „ |
| – Johan Gadolin, 1794 |                                                                                            |   |

Ledande kemister från Tyskland och Frankrike bekräftade därefter sanningshalten i Gadolins påstående. Den okända "jordarten" fick namnet yttria (eller ytterjord), efter namnet på gruvan.

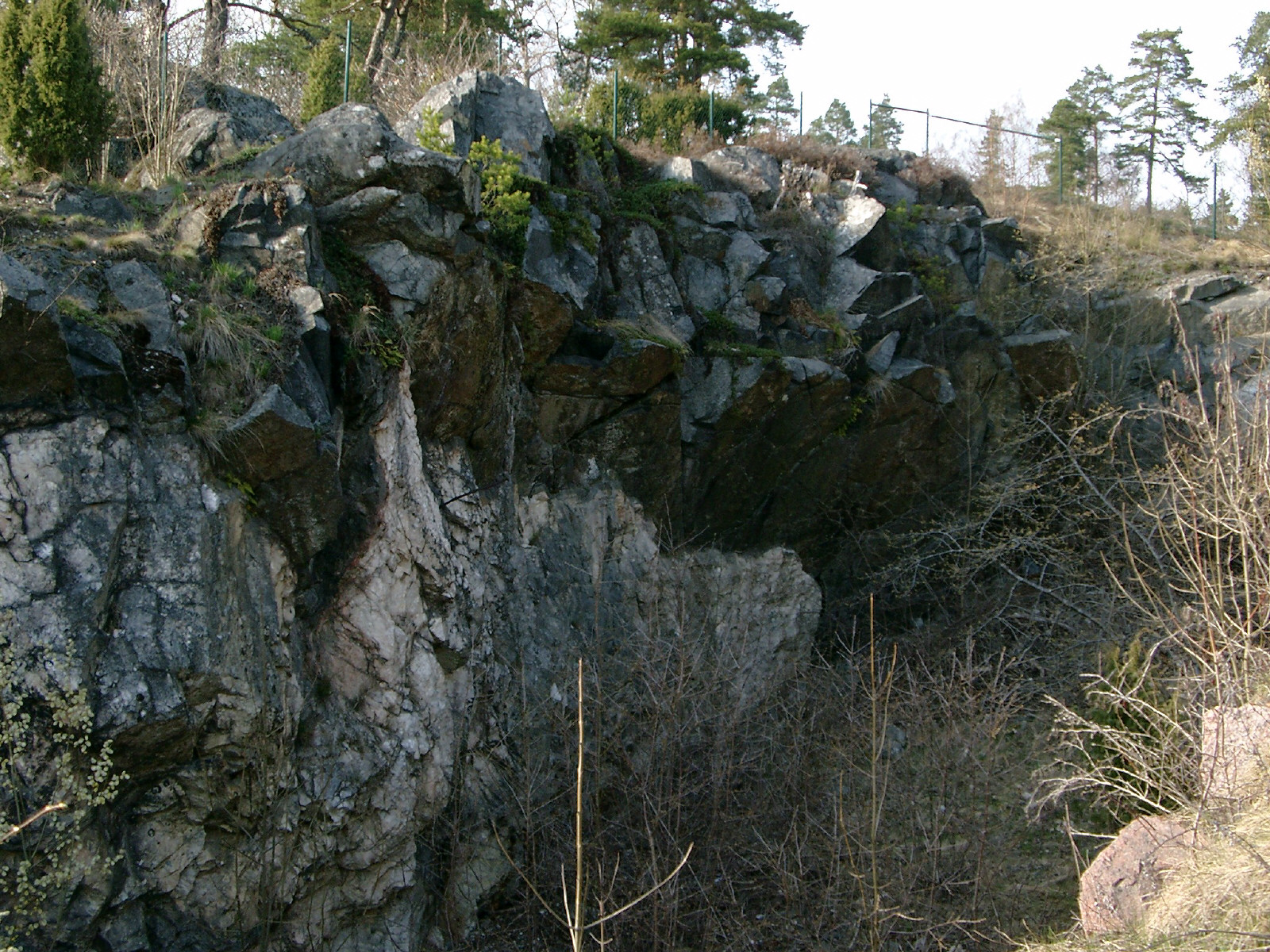
Ytterby gruva, 1794 fyndplats för det som senare kom att få namnet yttrium.

Senare gavs mineralet namnet gadolinit till minne av Johan Gadolin, men det har också kallats ytterbit och ytterit. Gadolinit har visat sig ha sammansättningen Be2FeY2Si2O10. Johan Gadolin brukar härigenom anses vara den som upptäckte grundämnet yttrium.
År 1828 lyckades Friedrich Wöhler att separera yttrium som metall i oren form. Senare kom Carl Gustaf Mosander att ägna sig åt de sällsynta jordarterna, och han lyckades 1843 isolera yttriumoxid från två andra oxider – erbium- och terbiumoxid. Först långt senare kunde man genom jonbytesseparation framställa dem som rena grundämnen.
Också erbium och terbium har fått sina namn från Ytterbygruvan, liksom även ytterbium. Den sistnämnda framställdes genom att man 1878 ur den sällsynta jordarten erbia lyckades få fram en oxidkomponent som fick namn ytterbia; 19 år senare gav den oxidkomponenten som resultat de nya grundämnena ytterbium och lutetium.
Yttrium utsågs 2005 till Upplands landskapsgrundämne, genom ett beslut av Svenska Nationalkommittén för kemi.

## Förekomst och framställning
Den genomsnittliga halten av yttrium i jordskorpan är 28–31 ppm. Yttrium förekommer aldrig i fri form i naturen utan finns i lantanoidmineral, som till exempel xenotim, fergusonit, samarskit, yttrialit och gadolinit. Metallen kan framställas genom reduktion av yttriumklorid elektrolytisk eller med natrium. Kan också framställas genom reaktion mellan yttriumoxid och magnesium.
När andelen yttrium i marken överstiger 50 ppm blir den ofta lönsam att använda till yttriumutvinning. Ett lovande pilotförsök har gjorts i Sverige, där man använt tränade spårhundar för att leta upp sådana jordar. Vid pilotförsöket markerade hundarna rätt i fyra fall av fem.

## Användning
Yttriumföreningar ingår i specialglas och som lysämne i färg-TV-rör, där de ger upphov till rött ljus. Blandoxider med innehåll av yttrium används i högtemperatursupraledare och lasrar. Yttriumoxid har även använts i glödstrumpor.
Inom elektronikindustrin är yttrium en nödvändig komponent vid tillverkning av bildskärmar, lysdioder, lågenergilampor och fiberkabel. År 2015 beräknas den globala, årliga efterfrågan på yttrium motsvara 215 000 ton, och den största delen utvinns i Kina.